# Божевільний день (фільм, 1956)
«Божевільний день» (рос. Безумный день) — радянський комедійний художній фільм 1956 року режисера Андрія Тутишкіна за п'єсою Валентина Катаєва «День відпочинку».

## Сюжет
Дія картини розгортається в будинку відпочинку. Завгоспу дитячих ясел ніяк не вдається поставити візу на документі у махрового бюрократа Міусова, а той ховається від нього в будинку відпочинку… Скоро відкриття ясел, і діти отримають меблі, пофарбовані у «жаб'ячий» колір, і щоб цього не сталося, завгосп Зайцев хоче отримати білу фарбу. Як же бути? Ситуацію можна виправити, лише проникнувши в будинок відпочинку. Але в будинку відпочинку «Липки» строгі правила — стороннім не можна турбувати справами відпочиваючих. Зайцев видає себе за чоловіка відомої спортсменки Клави Ігнатюк, не припускаючи, що вона домовилася з чоловіком, який повертається з Антарктики, зустрітися саме тут цього дня.

## У ролях
- Ігор Ільїнський — Зайцев
- Анастасія Георгієвська — Віра Карпівна, сестра-господиня будинку відпочинку «Липки»
- Серафима Бірман — Анна Павлівна, лікар будинку відпочинку «Липки»
- Володимир Володін — Філіп Максимович, швейцар
- Ніна Дорошина — Шура, прибиральниця будинку відпочинку «Липки»
- Сергій Мартінсон — Міусов
- Ірина Зарубіна — Зоя Валентинівна Дудкіна, дружина професора
- Ростислав Плятт — професор Дудкін
- Тамара Логінова — Клава Ігнатюк
- Ігор Горбачов — Костя Галушкін, чоловік Клави Ігнатюк
- Діна Андрєєва — Поліна Єреміївна, дружина Зайцева
- Ольга Аросєва — секретарка Міусова
- Зінаїда Наришкіна — старша друкарка
- Сергій Блинников — відвідувач Міусова
- Микола Чистяков — відпочиваючий на даху будинку відпочинку «Липки»
- Олександр Лебедєв — епізод

## Знімальна група
- Режисер: Андрій Тутишкін
- Сценарій: Валентин Катаєв
- Оператор: Костянтин Петриченко
- Композитор: Микита Богословський
- Текст пісень і куплетів: Володимир Масс, Михайло Червінський
- Художник: Олексій Уткін
- Звукооператори: В'ячеслав Лещов, В. Ладигіна
- Художник-гример: А. Маслова
- Монтажер: Л. Печієва
- Костюми: Р. Сатуновська
- Комбіновані зйомки: А. Ренков, І. Феліцин
- Оркестр Головного управління з виробництва фільмів, диригенти: В. Людвіговський, Микола Мінх